# Tibellus bruneitarsis
Tibellus bruneitarsis is een spinnensoort uit de familie van de renspinnen (Philodromidae).
De wetenschappelijke naam van de soort werd in 1952 gepubliceerd door Reginald Frederick Lawrence.